# 윔피 키드 2
《윔피 키드》(영어: Diary of a Wimpy Kid: Rodrick Rules)는 2011년 개봉한 미국의 코미디 영화이다. 제프 키니가 2008년에 펴낸 동명 아동 문학이 원작이다.
전편 《윔피 키드》(2010)의 성공에 힘입어 2010년 5월에 속편인 이 영화의 제작이 발표되었다. 전편 감독 토어 프로이덴탈은 데이비드 바워스로 교체되었다. 이 영화는 바워스의 첫 실사 영화 연출작이다. 본 촬영은 2010년 8월 23일 시작되었으며 10월 27일 완료되었다.
2012년 속편 《윔피키드 3》이 개봉하였다.

## 줄거리
중학교 1학년이 된 그레그 헤플리는 학교 첫날 아침 지역 신문사에서 자녀 교육 칼럼을 쓰는 엄마 수전으로부터 형 로드릭과 더 많은 시간을 보내라는 지시를 받는다. 수전은 진짜 돈과 교환이 되는 '맘 벅스'라는 모조 돈을 이용해 형제 관계를 개선하려 한다. 로드릭은 지역 탤런트 경연 대회를 자신의 밴드 '로디드 다이퍼'(Löded Diper)의 데뷔 기회로 여긴다. 교회에서 로드릭은 그레그의 바지에 초콜릿을 묻혀 망신을 주고, 이 사건은 수전의 평판에도 악영향을 미친다.
벌로 수전과 아빠 프랭크는 동생 매니와 함께 워터 파크에 가고 그레그와 로드릭은 주말 동안 집에 남아 화해하고 다른 사람들은 집에 들이지 말라는 지시를 받는다. 하지만 부모님이 떠나자마자 로드릭은 파티를 열고, 그레그와 그의 친구 라울리도 참여한다. 다음 날 아침 아픈 매니 때문에 일찍 돌아가게 됐다는 부모님의 음성 메시지를 듣고 형제는 급히 집을 청소한다. 그 과정에서 누군가 욕실 문에 지워지지 않는 네임펜으로 "로드릭 최고!"(Rodrick Rules)라고 낙서한 것을 발견하고, 그레그는 욕실 문을 지하실 문으로 바꾸는 아이디어를 낸다.
로드릭은 그레그에게 모든 사실을 부인하라고 하지만 바뀐 문에 잠금 장치가 없다는 것을 알아챈 수전은 그레그를 추궁한다. 그레그는 로드릭이 집에 사람들을 데려왔다고 고백하면서도 전부 밴드 연습 때문이었다고 거짓말하고, 로드릭에게 벌을 준다면 개선되고 있는 형제 관계가 악화될 거라고 말한다. 수전은 이를 받아들이고, 그레그가 비밀을 지켜줬다고 여긴 로드릭은 이에 감동하여 그레그를 존중하게 된다. 이후 형제는 보다 많은 시간을 함께 보내고, 로드릭은 그레그에게 학교 생활과 이성 관계와 관련해 조언을 해주지만 대부분은 실패로 돌아간다.
어느 날 밤 프랭크는 수전의 편집자들에게 아끼는 남북전쟁 모형을 보여주려다 로드릭의 파티 사진을 발견하고, 가족들은 편집자들 바로 코앞에서 다툼을 벌이게 된다. 그 결과 그레그는 2주, 로드릭은 1달 동안 외출 금지 처분을 받는다. 특히 로드릭은 경연 대회에 참여할 수 없게 되자 절망한다. 로드릭은 그레그가 앞서 수전에게 일부 사실을 고백한 것을 알게 되자 그와는 형제일 뿐 친구가 될 수 없다고 말한다. 또한 형제는 할아버지 댁에서 주말을 보내는 벌을 받지만 그곳에서 그레그는 평소 좋아하던 홀리 힐스를 마주치고 좋은 친구가 된다.
다음 주에 가족은 경연 대회를 보러 가고, 로드릭은 기타리스트 빌이 자신을 밴드에서 쫓아냈다는 사실을 알게 된다. 한편 라울리의 마술 쇼는 조수가 무대 공포증을 겪어 위기에 처한다. 그레그는 수전과 협상하여 라울리의 조수 역할을 맡고 그 대가로 로드릭이 공연할 수 있게 해준다. 마술 쇼에선 여러 차례 실수가 잇따르지만 관객들은 이를 의도된 촌극으로 받아들여 열광한다. '로디드 다이퍼'의 공연은 호응을 얻지 못하지만 수전이 무대 옆에서 춤을 추고 여기에 주목한 관객들이 동참하면서 분위기가 반전된다. 프랭크는 수전의 춤 영상을 찍고, 그레그는 관객들이 밴드 공연이 아니라 수전의 춤에 반응했다는 사실을 수전과 로드릭에겐 비밀로 하기로 약속한다. 로드릭은 빌을 밴드에서 내쫓고 그레그와 화해한다.
영화 마지막 장면에서 그레그와 라울리는 수전의 춤에 가려진 '로디드 다이퍼'의 공연 영상을 유튜브에 올리고, 이 영상은 바이럴이 된다. 로드릭은 이 사실을 알고 "그레그! 넌 이제 죽었어!"라고 외친다.

## 출연
- 재커리 고든 - 그레그 헤플리 역
- 데번 보스틱 - 로드릭 헤플리 역
- 레이철 해리스 - 수전 헤플리 역
- 로버트 캐프런 - 라울리 제퍼슨 역
- 스티브 잔 - 프랭크 헤플리 역
- 프랜 크랜즈 - 빌 월터 역
- 페이턴 리스트 - 홀리 힐스 역
- 카런 브라 - 치라그 굽타 역
- 그레이슨 러셀 - 프레글리 역
- 레인 맥닐 - 패티 패럴 역
- 테런스 켈리 - 할아버지 헤플리 역
- 벨리타 모레노 - 노턴 부인 역
- 앤드루 맥니 - 멀론 코치 역
- 서지 후드 - 솔즈 씨 역
- 테릴 로서리 - 코핸 부인 역
- 멀리사 록스버그 - 레이철 루이스 역
- 덜릴라 벨라 - 테일러 프링글 역